# Francisco Vázquez García
Francisco Vázquez García (Sevilla, 1961) es un filósofo e historiador español, catedrático de la Universidad de Cádiz.

## Trayectoria
Ha sido autor, junto a Richard Cleminson, de los libros “Los Invisibles”: A History of Male Homosexuality in Spain, 1850–1939 (University of Wales Press, 2007), Hermaphroditism, Medical Science and Sexual Identity in Spain 1850-1960 (University of Wales Press, 2009) y Sex, Identity and Hermaphrodites in Iberia, 1500-1800 (Pickering & Chatto, 2013). En colaboración con junto a Andrés Moreno Mengíbar publicó Poder y prostitución en Sevilla (Siglos XIV al XX). La edad moderna (Universidad de Sevilla, 1995); y Sexo y razón. Una genealogía de la moral sexual en España (siglos XVI-XX) (Ediciones Akal, 2007).
En solitario ha escrito obras como Bourdieu. La sociología como crítica de la razón (Montesinos, 2002), sobre el sociólogo francés Pierre Bourdieu; Tras la autoestima (Gakoa, 2005); La invención del racismo. Nacimiento de la biopolítica en España, 1600-1940 (Ediciones Akal, 2009); o La filosofía española. Herederos y pretendientes. Una lectura sociológica (Abada, 2010); entre otras.